# Баранов, Алексей Васильевич
Алексей Васильевич Баранов (13 марта 1895, д. Лобаново, Волоколамский уезд, Московская губерния, Российская империя — 1954, Свердловск, РСФСР, СССР) — советский политработник ВМФ, писатель, драматург.

## Биография
Родился в 1895 году в семье крестьянина в деревне Лобаново Волоколамского уезда Московской губернии.
После отъезда в Петербург работал на гончарном заводе, формовщиком на заводе пневматических тормозов Вестингауза. В 1915 году окончил вечерние общеобразовательные курсы при Народном доме графини Паниной.
Член Коммунистической партии с 1914 года.
С 1915 года — на Балтийском флоте. Окончил класс гальванёров учебно-артиллерийского отряда флота в 1916 году. Член Центробалта 1, 3 и 4-го созывов. Делегат 2-го Всероссийского съезда Советов.
В конце ноября 1917 года — делегат 1-го Всероссийского съезда военных моряков, его председатель; на съезде выбран в состав Морской секции ВЦИК.
В 1918 году комиссар военно-морских учебных заведений. С января 1919 года по апрель 1920 года был членом РВС Балтийского флота, который, действуя совместно с сухопутными войсками РККА, сыграл важную роль в обороне Петрограда, участвовал в боях против белогвардейских войск Н. Н. Юденича.
В мае-ноябре 1920 года комиссар Морских сил Чёрного и Азовских морей, был одним из организаторов их создания на базе морских и речных сил Юго-Западного фронта. Проводил большую плодотворную работу по мобилизации личного состава морских сил на борьбу с кораблями и войсками белых. С ноября 1920 года — комендант морской крепости Севастополь, затем начальник обороны Крыма. С 1921 года — член РВС Морских сил Чёрного и Азовских морей.
В 1923 году — начальник Управления военно-морских учебных заведений.
С 1924 года жил в Свердловске. Работал инструктором Областного Дома народного творчества, осуществлял постановку своих пьес. Работал также зав. редакционного отдела в издательстве «Уральский рабочий».
В 1935 году репрессирован, осуждён на 5 лет лагерей. Скончался в 1954 году в Свердловске. Место захоронения неизвестно.
Материалы по биографии А. В. Баранова хранятся в Госархиве Свердловской области.